# Spondylus concavus
Spondylus concavus is een tweekleppigensoort uit de familie van de Spondylidae. De wetenschappelijke naam van de soort is voor het eerst geldig gepubliceerd in 1863 door Deshayes in Maillard.